# Rodelinghem
Rodelinghem és un municipi francès, situat al departament del Pas de Calais i a la regió dels Alts de França. L'any 1999 tenia 393 habitants.

## Situació
Rodelinghem es troba al nord del departament del Pas de Calais.

## Administració
Rodelinghem es troba al cantó d'Ardres, que al seu torn forma part de l'arrondissement de Saint-Omer. L'alcalde de la ciutat és Daniel Renart (2001-2008).